# Leptochilus ibizanus
Leptochilus ibizanus är en stekelart som först beskrevs av Schulthess 1934.  Leptochilus ibizanus ingår i släktet Leptochilus och familjen Eumenidae. Utöver nominatformen finns också underarten L. i. nacrocephalus.